# Sismo de Lisboa de 1321
O sismo de Lisboa de 1321 foi um violento terramoto que atingiu a zona de Lisboa no ano de 1321. Ocorreram três abalos sísmicos em três horas. Vários edifícios ficaram destruídos, incluindo a capela-mor da Sé de Lisboa.